# Південно-Кіринське нафтогазоконденсатне родовище
Південно-Кіринське нафтогазоконденсатне родовище — одне з родовищ на шельфі острова Сахалін (Росія). Належить до Сахалінської нафтогазоносної області Охотоморської нафтогазоносної провінції. Включене до перспективного проекту Сахалін-3, оператором якого визначена державна компанія «Газпром».
Відкрите у 2010 році в 35 км від узбережжя та у 6 км від Кіринського родовища. Станом на 2016 рік знаходиться на етапі дорозвідки. Хоча при цьому не підтвердились очікування по відкриттю значних покладів нафти, проте за запасами газу Південно-Кіринське вийшло на перше місце серед всіх родовищ Сахаліну. На кінець 2015 року запаси за російською класифікаційною системою по категоріях С1+С2 оцінювались у 637 млрд м³ газу, 97 млн т конденсату та 5 млн т нафти.
Початок розробки родовища запланований на 2018—2019 роки.